# Philodromus gyirongensis
Philodromus gyirongensis är en spindelart som beskrevs av Hu 200. Philodromus gyirongensis ingår i släktet Philodromus och familjen snabblöparspindlar. Inga underarter finns listade i Catalogue of Life.